# Oleksandra Sabada
Oleksandra Dmytrivna Sabada (in ucraino Олександра Дмитрівна Сабада?; Charkiv, 6 gennaio 1991) è una nuotatrice artistica ucraina.
Ai Campionati mondiali di nuoto di Kazan' 2015 ha terminato la gara al sesto posto nel programma tecnico in coppia con Anton Tymofeev.

## Palmarès
- Europei di nuoto

Londra 2016: oro nella gara a squadre (programma libero), argento nella gara a squadre (programma tecnico) e nel libero combinato.